# Carlos Castro Caputo

## Trayectoria
Castro se formó en las categorías inferiores del Sevilla FC. Durante su etapa como jugador sevillista disputó el Mundial Sub-17 de 1991 y el Europeo Sub-19 de 1995. Tras su paso por el Sevilla B, en 1997 fichó por la AD Ceuta entrenado por el preparador canario Álvaro Pérez Domínguez, allí estuvo durante 3 temporadas, las dos primeras en Tercera División de España quedando campeón en ambas y la tercera en Segunda B. En la temporada 1998/99 jugó en el Universidad de Las Palmas de Gran Canaria CF también entrenado por Álvaro Pérez Domínguez, donde consiguió disputar la promoción de ascenso a Segunda División. En 1999 fichó por el Hércules CF, allí volvió a coincidir con el entrenador Álvaro Pérez Domínguez aunque esta vez el jugador ya estaba en el club y dos años después llegaría el entrenador. En el club herculano estuvo siete temporadas con un cúmulo de 226 partidos disputados en liga. Fue capitán y buque insignia en la plantilla con el paso del tiempo. Tras su salida del club por desavenencias con el entonces entrenador José Bordalás Jiménez, sin margen de maniobra tuvo que buscarse acomodo en el Villajoyosa CF de Segunda B. En 2008 fichó por el equipo sanvicentero FC Jove Español como jugador del primer equipo y director de la Escuela de niños del club. El 10 de noviembre de 2008 se anunció con sorpresa (por su pasado herculano) su retirada como futbolista y su fichaje por el Alicante CF como segundo entrenador de Nino Lema y posteriormente como ayudante del entrenador José Carlos Granero. Compagina las labores en el Alicante CF junto con la escuela de niños del Jove Español. Desde el verano de 2010, a la llegada de Sergio Fernández Álvarez a la dirección deportiva del Real Murcia C.F. pasó a formar parte de la Secretaria Técnica del club.

## Selección nacional
Ha sido internacional con la Selección de fútbol de España Sub-17 y Sub-19, con la primera se proclamó subcampeón del Mundo y con la segunda resultó campeón de Europa.
Disputó el Mundial Sub-17 celebrado en Italia en 1991 (ver Wikipedia inglesa), en el que la selección española se proclamó subcampeona tras perder en la final contra Ghana (1-0). Castro disputó todos los encuentros al completo (6 partidos en total) y vio 2 tarjetas amarillas. En ese campeonato lució el dorsal n.º 3 y su nombre deportivo fue Caputo. El equipo entrenado por Juan Santisteban, salió en la final con la siguiente alineación: López Vallejo, Castro, César Palacios, Ramón, Juan Carlos Calderón, Gerardo, Sandro, Toni Robaina, Murgui, Felipe Vaqueriza y Emilio Carrasco. Suplentes: José Gálvez, Quique Medina, Pedro Velasco, José Sánchez, Josemi López, Joyce Moreno y Dani.

### Participaciones en Copas del Mundo
| Mundial                               | Sede   | Resultado  |
| ------------------------------------- | ------ | ---------- |
| Copa Mundial de Fútbol Sub-17 de 1991 | Italia | Subcampeón |

### Participaciones en Campeonatos de Europa
| Europeo                                   | Sede   | Resultado |
| ----------------------------------------- | ------ | --------- |
| Campeonato Europeo de la UEFA Sub-19 1995 | Grecia | Campeón   |

## Clubes

### Jugador
| Club                      | País   | Año       |
| ------------------------- | ------ | --------- |
| Sevilla FC B              | España | 1994-1995 |
| AD Ceuta                  | España | 1997-1998 |
| Universidad de Las Palmas | España | 1998-1999 |
| Hércules CF               | España | 1999-2006 |
| Villajoyosa CF            | España | 2006-2008 |
| FC Jove Español           | España | 2008      |

### Técnico
| Club                                         | País   | Año       |
| -------------------------------------------- | ------ | --------- |
| Alicante CF (2º entrenador)                  | España | 2008-2009 |
| Alicante CF (ayudante secretaría técnica)    | España | 2009-2010 |
| Real Murcia CF (ayudante secretaría técnica) | España | 2010-     |

## Palmarés

### Campeonatos nacionales
- Subcampeón de Segunda División B (Grupo III) y ascenso a Segunda División con el Hércules CF (2004/05).